# Badharamal
Badharamal (nepalski: बडहरामाल) – gaun wikas samiti we wschodniej części Nepalu w strefie Sagarmatha w dystrykcie Siraha. Według nepalskiego spisu powszechnego z 2001 roku liczył on 2518 gospodarstw domowych i 13266 mieszkańców (6598 kobiet i 6668 mężczyzn).